# Philippe Christiansen
Phillippe L. Christiansen (født 26. maj 1974) er en dansk skuespiller.
Christiansen er uddannet fra Statens Teaterskole i 2000. Siden har ahn været tilknyttet flere teatre i København, bl.a. Gasværket, Det Danske Teater og Folketeatret. Han har desuden medvirket i flere reklamefilm og radiospil. I sæsonen 2009/2010 medvirker han i teaterstykket Mesteren og Margarita på Aarhus Teater, baseret på Mikhail Bulgakovs roman Mesteren og Margarita.
I 2008 modtog han Dansk Blindesamfunds Radiospilpris.

## Filmografi
- Vølvens forbandelse (2009)
- Superbror (2009)

### Tv-serier
- Rejseholdet (tv-serie, 2000-2003)
- Krøniken (2002-2006)
- Anna Pihl (2006-2008)